# Disenochus anomalus
Disenochus anomalus är en skalbaggsart som beskrevs av Blackburn 1878. Disenochus anomalus ingår i släktet Disenochus och familjen jordlöpare. Inga underarter finns listade i Catalogue of Life.